# 계룡시의 국회의원

## 행정구역 변천
- 2003년 9월 19일 논산시 두마면에 충청남도 계룡시 설치

## 계룡시의 역대 국회의원 일람
| 대수   | 이름           | 소속정당     | 임기                            | 선거구역                  |
| ------ | -------------- | ------------ | ------------------------------- | ------------------------- |
| 제17대 | 이인제(李仁濟) | 자유민주연합 | 2004년 5월 30일~2008년 5월 29일 | 논산시·계룡시·금산군 일원 |
| 제18대 | 이인제(李仁濟) | 무소속       | 2008년 5월 30일~2012년 5월 29일 | 논산시·계룡시·금산군 일원 |
| 제19대 | 이인제(李仁濟) | 자유선진당   | 2012년 5월 30일~2016년 5월 29일 | 논산시·계룡시·금산군 일원 |
| 제20대 | 김종민(金鍾民) | 더불어민주당 | 2016년 5월 30일~2020년 5월 29일 | 논산시·계룡시·금산군 일원 |
| 제21대 | 김종민(金鍾民) | 더불어민주당 | 2020년 5월 30일~2024년 5월 29일 | 논산시·계룡시·금산군 일원 |
| 제22대 | 황명선(黃明善) | 더불어민주당 | 2024년 5월 30일~                | 논산시·계룡시·금산군 일원 |

## 같이 보기
- 논산시·계룡시·금산군
- 논산시의 국회의원
- 금산군의 국회의원